# Shashi Naidoo
Shashi Naidoo (sinh ngày 4 tháng 11 năm 1980) là một nữ diễn viên, người dẫn chương trình truyền hình, người mẫu, MC, doanh nhân và blogger thời trang người Nam Phi. Shashi nổi tiếng với việc cùng dẫn chương trình tạp chí E.TV show 20 Something. Trong thời gian này, cô cũng đồng dẫn chương trình cuộc thi Tìm kiếm MTV VJ trên toàn quốc.

## Tuổi thơ
Naidoo sinh ra và lớn lên tại Cảng Elizabeth, trúng tuyển vào trường trung học Alexander Road năm 1997. Cô chuyển đến Johannesburg để học ngành trị liệu thần kinh cột sống, được hoàn thành vào năm 2007 tại Đại học Johannesburg.

## Sự nghiệp
Naidoo thu hút công chúng năm 2004, khi cô vào vai Linda McGinty, bạn gái của Ziggy - trong Hậu trường xà phòng E.TV. Ngay sau khi cô có một vai trò ngắn trong Thế hệ xà phòng SABC1. Cô cũng xuất hiện trong một vai trò nhỏ trong Hiệp hội mini-series 2007. Cô bắt đầu đồng giới thiệu chương trình tạp chí dành cho giới trẻ EMS Tập 1 trên SABC1 vào ngày 2 tháng 10 năm 2007.
Shashi đã xuất hiện sáu tháng trên MNET Soapie Egoli vào năm 2008, đóng vai Sureshni Patel. Shashi đã tham gia rất nhiều quảng cáo trên TV và trên giấy với tư cách là đại sứ thương hiệu và người mẫu cho: Sun International (With Charlize Theron) Woolworths (With Alek Wek), Coke Zero International, MTN, Nivea, Brutal Fruit, Jet, Edgars, Rama, Discovery, IEC SA, Samsung, Malaysia Airways, SA Du lịch, Satisskin Body Wash, Skull Candy, DSTV Ấn Độ, Chiến dịch thổi còi, Chăm sóc da Dermalogica, Jose Cuervo, Đại sứ giải thưởng SPAR Gsport và các giải khác.
Năm 2008, Shashi được nhắc đến trong lịch FHM năm 2008, được bầu chọn là số 14 trong số 100 phụ nữ quyến rũ nhất thế giới của FHM và đến năm 2009. Shashi cũng là cô gái trên trang bìa Cosmopolitan tháng 9 năm 2008 và xuất hiện trong tạp chí Sports illustrated năm 2009. Shashi là một trong những nhân vật hàng đầu trong tất cả các chiến dịch quảng cáo của Woolworth trong năm 2008 và 2009.
Shashi tiếp tục có mặt trong cover FHM tháng 1 năm 2009 (và tháng 2 năm 2010), trong đó cô chụp lịch cho năm 2009, nơi cô cũng giới thiệu chương trình Calendar Television cho Mnet, được quay tại một địa điểm ở Zanzibar.
Shashi đã trở thành MC trong các sự kiện cho Giải thưởng Nhà cung cấp hàng năm của Người kiểm tra Shoprite, Hội nghị thượng đỉnh Mohair quốc tế, Diễn đàn tài chính, Giải thưởng công nhận nhân sự FNB, Giải thưởng công nhận của VW, Bữa tối trao giải thưởng cho phụ nữ lần thứ 5 Cô cũng đã tiếp tục dẫn chương trình tại các giải thưởng tại SAMA Awards, YOU Spectacular và Glamour SA Most Glamour. Các giải thưởng của cô bao gồm Người mẫu quyến rũ của năm, Feather Awards Hot Chick; Hãy kiểm soát Thanh thiếu niên thành công của năm, Ngôi sao phong cách Gsport của năm, Tạp chí hàng đầu 5 phong cách nhất của tạp chí Grazia. Naidoo là chủ sở hữu duy nhất của một công ty người mẫu, Alushi Management. Cơ quan này bắt đầu với 5 người mẫu vào năm 2008 và hiện đang đại diện cho hơn 400 người mẫu và người nổi tiếng.